# Rajongemeinde Šilalė
Die Rajongemeinde Šilalė (Šilalės rajono savivaldybė) ist eine Rajongemeinde im Westen Litauens. Sie umfasst neben der Stadt Šilalė die 7 Städtchen (miesteliai) Kaltinėnai, Kvėdarna, Laukuva, Pajūris, Teneniai, Upyna und Žvingiai sowie 435 Dörfer und Weiler.

## Amtsbezirke

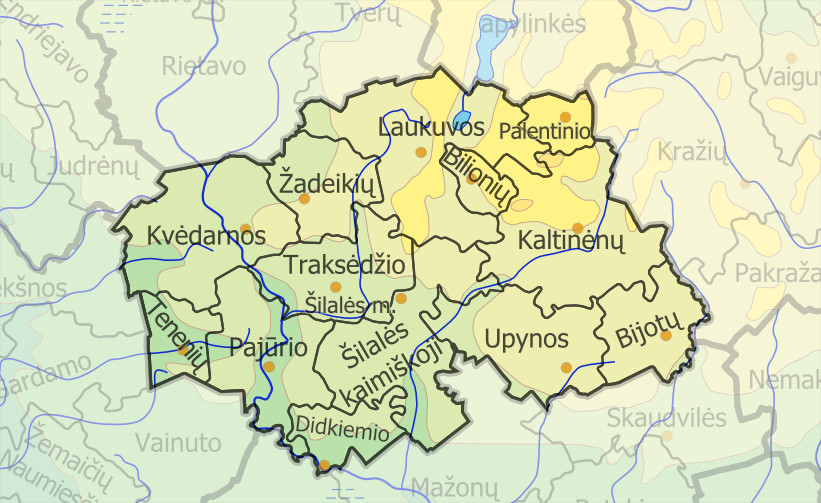
Amtsbezirke der Rajongemeinde Šilalė

- Bijotai
- Bilionys
- Didkiemis
- Kaltinėnai
- Kvėdarna
- Laukuva
- Pajūris
- Palentinis
- Šilalė Land
- Šilalė Stadt
- Teneniai
- Traksėdžis (Sitz in Šilalė)
- Upyna
- Žadeikiai